# Ysrael Zúñiga
Ysrael Zúñiga (Lima, 27 de agosto de 1976) es un exfutbolista peruano. Jugaba como Delantero centro Su último equipo fue el Foot Ball Club Melgar. Tiene 48 años. Su hermano Christian Zúñiga es un exfutbolista. Actualmente, como entrenador, está al mando del Bentín Tacna Heroica.

## Trayectoria
"El Cachete" Zúñiga inició su carrera futbolística en 1994  jugando en la Segunda División del Perú con el Unión Huaral; luego en 1995 con el club Guardia Republicana, logrando ese mismo año el ascenso a Primera División.  el año 1996 jugaría en la Copa Perú con el Coronel Bolognesi de Tacna, el año 1997 jugaría en la Segunda División del Perú con el Sport Agustino, el año 1998 Regresa A Coronel Bolognesi de Tacna permaneciendo en este equipo hasta Finales del 1998. 
Sus goles con el cuadro tacneño le permitieron dar el salto a la primera división en 1999 cuando es contratado por el FBC Melgar de Arequipa, logrando igualar ese año el por entonces récord de máximos goles anotados en una temporada que ostentaba Pablo Muchotrigo, que en el Campeonato Descentralizado 1974 anotó 32 tantos con la camiseta del FBC Melgar.
Esta buena campaña llamó la atención del club Coventry City, que por ese entonces disputaba la Premier League, el cual lo contrató a inicios del año 2000, en ese equipo compartió la delantera con Robbie Keane. Permaneció en Inglaterra hasta mediados del 2002, cuando es transferido al club Estudiantes de La Plata de Argentina donde permaneció hasta finalizar ese año siendo dirigido por Carlos Bilardo. Luego se va a México para jugar en el Cruz Azul el primer semestre del 2003, donde compartió el equipo con su compatriota John Galliquio y el ataque con el uruguayo Sebastián Abreu, luego regresa a Perú para jugar en el club Universitario de Deportes. En febrero del 2005 regreso a Europa para pasar pruebas en el futbol búlgaro, sin mucha suerte.
Las siguientes temporadas juega en el Atlético Universidad, Sporting Cristal y nuevamente en el Melgar, antes de salir al extranjero contratado por el club Bursaspor de Turquía el año 2008. A inicios del siguiente año se reincorpora al FBC Melgar. Después es vendido al Juan Aurich donde jugó 3 temporadas y gracias a su gol le dio el campeonato al equipo chiclayano.
En 2013 firma por el club FBC Melgar de Arequipa. En 2014 obtiene el Premio al Mejor Gol del Año en la Gala de Premiación de la Copa Movistar por el gol anotado ante Inti Gas. El 28 de octubre de 2015 tras anortarle el quinto gol de la noche a Cienciano logró llegar a los 100 goles con la camiseta Rojinegra del FBC Melgar; 98 por la Copa Movistar y 2 por la Copa Sudamericana.

## Dorsales
| Clubes                    | País       | Dorsales                        | Año       |
| ------------------------- | ---------- | ------------------------------- | --------- |
| Guardia Republicana       | Perú       | Número 11                       | 1995      |
| Coronel Bolognesi         | Perú       | Número 7                        | 1996-1997 |
| Sport Agustino            | Perú       | Número 11                       | 1997      |
| Coronel Bolognesi         | Perú       | Número 11                       | 1998      |
| FBC Melgar                | Perú       | Número 11                       | 1999      |
| Coventry City FC          | Inglaterra | Número 34, número 11, número 17 | 2000-2002 |
| Estudiantes de La Plata   | Argentina  | Número 12, número 11            | 2002      |
| Cruz Azul Hidalgo         | México     | Número 54                       | 2003      |
| Universitario de Deportes | Perú       | Número 18, número 11            | 2003-2004 |
| Atlético Universidad      | Perú       | Número 11,                      | 2005      |
| Sporting Cristal          | Perú       | Número 18,                      | 2005-2006 |
| FBC Melgar                | Perú       | Número 9,                       | 2007      |
| Bursaspor KD              | Turquía    | Número 99, número 77            | 2008-2009 |
| FBC Melgar                | Perú       | Número 9,                       | 2009      |
| Juan Aurich               | Perú       | Número 11,                      | 2010-2012 |
| FBC Melgar                | Perú       | Número 14, número 11            | 2013-2018 |

## Selección nacional
Ha formado parte de la Selección de fútbol del Perú en 21 partidos, en los cuales anotó 3 goles entre los años 1999 y el 2007. Participó en la Copa América de Paraguay 1999 y en la de Venezuela 2007, además de las eliminatorias para el Mundial de Corea/Japón 2002.

#### Partidos internacionales
| #   | Fecha                     | Estadio                                             | Local          | Res. | Visitante  | Competición        | Sustitución |
| --- | ------------------------- | --------------------------------------------------- | -------------- | ---- | ---------- | ------------------ | ----------- |
| 1.  | 17 de junio del 1999      | Estadio Palogrande, Manizales, Colombia             | Colombia       | 3–3  | Perú       | Amistoso           | 66'         |
| 2.  | 20 de junio del 1999      | Polideportivo Misael Delgado, Valencia, Venezuela   | Venezuela      | 3–0  | Perú       | Amistoso           | 77'         |
| 3.  | 23 de junio del 1999      | Estadio Alejandro Villanueva, La Victoria, Perú     | Perú           | 3–0  | Venezuela  | Amistoso           | 74'         |
| 4.  | 2 de julio del 1999       | Estadio Defensores del Chaco, Asunción, Paraguay    | Perú           | 1–0  | Bolivia    | Copa América 1999  | 85'         |
| 5.  | 10 de julio del 1999      | Estadio Defensores del Chaco, Asunción, Paraguay    | Perú           | 3–3  | México     | Copa América 1999  | 24'         |
| 6.  | 17 de noviembre del 1999  | Estadio Nacional del Perú, Lima, Perú               | Perú           | 2-1  | Eslovaquia | Amistoso           | 61'         |
| 7.  | 1 de diciembre del 1999   | Estadio Nacional del Perú, Lima, Perú               | Perú           | 0-0  | Honduras   | Amistoso           | 67'         |
| 8.  | 14 de febrero del 2000    | Orange Bowl, Miami, Estados Unidos                  | Perú           | 1-1  | Haití      | Copa de Oro 2000   | 66'         |
| 9.  | 16 de febrero del 2000    | Orange Bowl, Miami, Estados Unidos                  | Estados Unidos | 1-0  | Perú       | Copa de Oro 2000   | 64'         |
| 10. | 29 de marzo del 2000      | Estadio Nacional del Perú, Lima, Perú               | Perú           | 2-0  | Paraguay   | Eliminatorias 2002 | 58'         |
| 11. | 26 de abril del 2000      | Estadio Nacional de Chile, Santiago, Chile          | Chile          | 1-1  | Perú       | Eliminatorias 2002 | 58'         |
| 12. | 4 de junio del 2000       | Estadio Nacional del Perú, Lima, Perú               | Perú           | 0-1  | Brasil     | Eliminatorias 2002 | 46'         |
| 13. | 29 de junio del 2000      | Estadio Olímpico Atahualpa, Quito, Ecuador          | Ecuador        | 2-1  | Perú       | Eliminatorias 2002 | 46'         |
| 14. | 19 de julio del 2000      | Estadio Nacional del Perú, Lima, Perú               | Perú           | 0-1  | Colombia   | Eliminatorias 2002 | 57'         |
| 15. | 16 de agosto del 2000     | Estadio Nacional del Perú, Lima, Perú               | Perú           | 1-0  | Venezuela  | Eliminatorias 2002 | 90'         |
| 16. | 3 de septiembre del 2000  | Estadio Nacional del Perú, Lima, Perú               | Perú           | 1-2  | Argentina  | Eliminatorias 2002 | 78'         |
| 17. | 10 de septiembre del 2000 | Estadio Hernando Siles, La Paz, Bolivia             | Bolivia        | 1-0  | Perú       | Eliminatorias 2002 | 58'         |
| 18. | 27 de agosto del 2003     | Estadio Nacional del Perú, Lima, Perú               | Perú           | 0-0  | Guatemala  | Amistoso           | 90'         |
| 19. | 28 de abril del 2004      | Estadio Regional de Antofagasta, Antofagasta, Chile | Chile          | 1-1  | Perú       | Amistoso           | 68'         |
| 20. | 3 de julio del 2007       | Estadio Metropolitano, Mérida, Venezuela            | Perú           | 2-2  | Bolivia    | Copa América 2007  | 46'         |
| 21. | 9 de julio del 2007       | Estadio Metropolitano, Cabudare, Venezuela          | Perú           | 0-4  | Argentina  | Copa América 2007  | 64'         |

#### Goles internacionales
| #  | Fecha                  | Estadio                                             | Local | Res. | Visitante | Goles   | Competición       |
| -- | ---------------------- | --------------------------------------------------- | ----- | ---- | --------- | ------- | ----------------- |
| 1. | 2 de julio del 1999    | Estadio Defensores del Chaco, Asunción, Paraguay    | Perú  | 1–0  | Bolivia   | Anotado | Copa América 1999 |
| 2. | 12 de febrero del 2000 | Orange Bowl, Miami, Estados Unidos                  | Perú  | 1–1  | Haití     | Anotado | Copa de Oro 2000  |
| 3. | 28 de abril del 2004   | Estadio Regional de Antofagasta, Antofagasta, Chile | Chile | 1–1  | Perú      | Anotado | Amistoso          |

### Participaciones en Copa de Oro
| Copa             | Sede           | Resultado    | Partidos | Goles |
| ---------------- | -------------- | ------------ | -------- | ----- |
| Copa de Oro 2000 | Estados Unidos | Tercer lugar | 2        | 1     |

### Participaciones en Copa América
| Torneo            | Sede      | Resultado        | Partidos | Goles | Media goleadora |
| ----------------- | --------- | ---------------- | -------- | ----- | --------------- |
| Copa América 1999 | Paraguay  | Cuartos de final | 2        | 1     | 0,5             |
| Copa América 2007 | Venezuela | Cuartos de final | 2        | 0     | 0,00            |
| Total             | Total     | Total            | 4        | 1     | 0,2             |

### Participaciones en Eliminatorias
| Eliminatorias                                                 | Posición | Resultado | Partidos | Goles |
| ------------------------------------------------------------- | -------- | --------- | -------- | ----- |
| Corea del Sur- Japón Clasificatorias Corea del Sur/Japón 2002 | 8° lugar | Eliminado | 8        | 0     |

## Estadísticas
| Guardia Republicana · Perú | 2.ª           | 1995          | 19  | 28  | 5  | —  | —  | —  | —  | — | — | 19  | 28  | 5  | 1,47 |
| Guardia Republicana · Perú | Total club    | Total club    | 19  | 28  | 5  | 0  | 0  | 0  | 0  | 0 | 0 | 19  | 28  | 5  | 1,47 |
| Coronel Bolognesi · Perú | 3.ª           | 1996          | 16  | 27  | 6  | 10 | 13 | 4  | —  | — | — | 26  | 40  | 10 | 1,53 |
| Coronel Bolognesi · Perú | Total club    | Total club    | 16  | 27  | 6  | 10 | 13 | 4  | 0  | 0 | 0 | 26  | 40  | 10 | 1,53 |
| Sport Agustino · Perú | 2.ª           | 1997          | 24  | 26  | 6  | —  | —  | —  | —  | — | — | 24  | 26  | 6  | 1,08 |
| Sport Agustino · Perú | Total club    | Total club    | 24  | 26  | 6  | 0  | 0  | 0  | 0  | 0 | 0 | 24  | 26  | 6  | 1,08 |
| Coronel Bolognesi · Perú | 3.ª           | 1998          | 14  | 20  | 2  | 8  | 10 | 4  | —  | — | — | 22  | 30  | 6  | 1,36 |
| Coronel Bolognesi · Perú | Total club    | Total club    | 14  | 20  | 2  | 8  | 10 | 4  | 0  | 0 | 0 | 22  | 30  | 6  | 1,36 |
| FBC Melgar · Perú | 1.ª           | 1999          | 42  | 32  | 7  | —  | —  | —  | —  | — | — | 42  | 32  | 7  | 0,76 |
| FBC Melgar · Perú | Total club    | Total club    | 42  | 32  | 7  | 0  | 0  | 0  | 0  | 0 | 0 | 42  | 32  | 7  | 0,76 |
| Coventry City F. C. Inglaterra | 1.ª           | 1999-2000     | 7   | 2   | 0  | —  | —  | —  | —  | — | — | 7   | 2   | 0  | 0,02 |
| Coventry City F. C. Inglaterra | 1.ª           | 2000-2001     | 15  | 1   | 0  | 2  | 1  | 0  | —  | — | — | 17  | 2   | 0  | 0,01 |
| Coventry City F. C. Inglaterra | 2.ª           | 2001-2002     | 6   | 0   | 0  | —  | —  | —  | —  | — | — | 6   | 0   | 0  | 0,00 |
| Coventry City F. C. Inglaterra | Total club    | Total club    | 28  | 3   | 0  | 2  | 1  | 0  | 0  | 0 | 0 | 30  | 4   | 0  | 0,13 |
| Estudiantes de La Plata Argentina | 1.ª           | 2002          | 6   | 0   | 0  | —  | —  | —  | —  | — | — | 6   | 0   | 0  | 0,00 |
| Estudiantes de La Plata Argentina | Total club    | Total club    | 6   | 0   | 0  | 0  | 0  | 0  | 0  | 0 | 0 | 6   | 0   | 0  | 0,00 |
| Cruz Azul Hidalgo · México | 2.ª           | 2003          | 4   | 0   | 2  | —  | —  | —  | —  | — | — | 4   | 0   | 2  | 0,00 |
| Cruz Azul Hidalgo · México | Total club    | Total club    | 4   | 0   | 2  | 0  | 0  | 0  | 0  | 0 | 0 | 4   | 0   | 2  | 0,00 |
| Universitario de Deportes · Perú | 1.ª           | 2003          | 6   | 1   | 2  | —  | —  | —  | —  | — | — | 6   | 1   | 2  | 0,16 |
| Universitario de Deportes · Perú | 1.ª           | 2004          | 39  | 14  | 4  | —  | —  | —  | —  | — | — | 39  | 14  | 4  | 0,35 |
| Universitario de Deportes · Perú | Total club    | Total club    | 45  | 15  | 6  | 0  | 0  | 0  | 0  | 0 | 0 | 45  | 15  | 6  | 0,33 |
| Atlético Universidad · Perú | 1.ª           | 2005          | 21  | 3   | 7  | —  | —  | —  | —  | — | — | 21  | 3   | 7  | 0,00 |
| Atlético Universidad · Perú | Total club    | Total club    | 21  | 3   | 7  | 0  | 0  | 0  | 0  | 0 | 0 | 21  | 3   | 7  | 0,14 |
| Sporting Cristal · Perú | 1.ª           | 2005          | 15  | 5   | 2  | —  | —  | —  | —  | — | — | 15  | 5   | 2  | 0,38 |
| Sporting Cristal · Perú | 1.ª           | 2006          | 13  | 2   | 0  | —  | —  | —  | —  | — | — | 13  | 2   | 0  | 0,15 |
| Sporting Cristal · Perú | Total club    | Total club    | 36  | 7   | 2  | 0  | 0  | 0  | 0  | 0 | 0 | 36  | 7   | 2  | 0,19 |
| FBC Melgar · Perú | 1.ª           | 2007          | 35  | 19  | 2  | —  | —  | —  | —  | — | — | 35  | 19  | 2  | 0,54 |
| FBC Melgar · Perú | Total club    | Total club    | 35  | 19  | 2  | 0  | 0  | 0  | 0  | 0 | 0 | 35  | 19  | 2  | 0,54 |
| Bursaspor K. D. Turquía | 1.ª           | 2007-08       | 10  | 2   | 1  | 3  | 1  | 0  | —  | — | — | 13  | 3   | 1  | 0,23 |
| Bursaspor K. D. Turquía | 1.ª           | 2008-09       | 6   | 1   | 0  | 3  | 2  | 0  | —  | — | — | 9   | 3   | 0  | 0,33 |
| Bursaspor K. D. Turquía | Total club    | Total club    | 16  | 3   | 1  | 6  | 3  | 0  | 0  | 0 | 0 | 22  | 6   | 1  | 0,27 |
| FBC Melgar · Perú | 1.ª           | 2009          | 34  | 14  | 4  | —  | —  | —  | —  | — | — | 34  | 14  | 4  | 0,41 |
| FBC Melgar · Perú | Total club    | Total club    | 34  | 14  | 4  | 0  | 0  | 0  | 0  | 0 | 0 | 34  | 14  | 4  | 0,41 |
| Juan Aurich · Perú | 1.ª           | 2010          | 31  | 10  | 0  | —  | —  | —  | 8  | 0 | 0 | 39  | 10  | 0  | 0,25 |
| Juan Aurich · Perú | 1.ª           | 2011          | 10  | 5   | 2  | 1  | 0  | 0  | 1  | 0 | 0 | 12  | 5   | 2  | 0,41 |
| Juan Aurich · Perú | 1.ª           | 2012          | 23  | 6   | 2  | —  | —  | —  | 6  | 0 | 1 | 29  | 6   | 3  | 0,20 |
| Juan Aurich · Perú | Total club    | Total club    | 64  | 21  | 4  | 1  | 0  | 0  | 15 | 0 | 1 | 80  | 21  | 5  | 0,26 |
| FBC Melgar · Perú | 1.ª           | 2013          | 33  | 5   | 3  | —  | —  | —  | 2  | 2 | 0 | 35  | 7   | 3  | 0,02 |
| FBC Melgar · Perú | 1.ª           | 2014          | 22  | 8   | 2  | 10 | 6  | 1  | —  | — | — | 32  | 14  | 3  | 0,43 |
| FBC Melgar · Perú | 1.ª           | 2015          | 33  | 16  | 3  | 10 | 3  | 2  | 2  | 0 | 0 | 45  | 19  | 5  | 0,42 |
| FBC Melgar · Perú | 1.ª           | 2016          | 14  | 3   | 0  | —  | —  | —  | 1  | 0 | 0 | 15  | 3   | 0  | 0,02 |
| FBC Melgar · Perú | 1.ª           | 2017          | 40  | 8   | 4  | —  | —  | —  | 5  | 0 | 0 | 45  | 8   | 4  | 0,17 |
| FBC Melgar · Perú | 1.ª           | 2018          | 13  | 1   | 0  | —  | —  | —  | —  | — | — | 13  | 1   | 0  | 0,07 |
| FBC Melgar · Perú | Total club    | Total club    | 155 | 41  | 12 | 20 | 9  | 3  | 10 | 2 | 0 | 185 | 52  | 15 | 0,28 |
| Total Carrera | Total Carrera | Total Carrera | 559 | 259 | 66 | 47 | 36 | 11 | 25 | 2 | 1 | 631 | 297 | 78 | 0,47 |
| (1) Incluye datos de la Copa Perú (1996 y 1998); / FA Cup (2000-01); Copa de Turquía (2007-08 y 2008-09) /Copa del Inca(Torneo Intermedio)/Torneo del Inca (2011, 2014 y 2015). (2) Incluye datos de la Copa Libertadores (2010, 2012, 2016 y 2017) / Copa Sudamericana (2011, 2013, 2015) . (3) Media de goles por encuentro. No incluye goles en partidos amistosos. |               |               |     |     |    |    |    |    |    |   |   |     |     |    |      |

### Hat-tricks
| 1  | 5 de noviembre de 1995  | Estadio Alberto Gallardo, Lima         | Guardia Republicana - Sport Agustino        |  | 9 - 1  | Segunda División Peruana 1995    |
| 2  | 11 de noviembre de 1995 | Estadio Alberto Gallardo, Lima         | Guardia Republicana - Bella Esperanza       |  | 8 - 0  | Segunda División Peruana 1995    |
| 3  | 9 de diciembre de 1995  | Estadio Alberto Gallardo, Lima         | Guardia Republicana - América Cochahuayco   |  | 10 - 1 | Segunda División Peruana 1995    |
| 4  | 9 de marzo de 1996      | Jorge Basadre, Tacna                   | Coronel Bolognesi - Mariscal Miller         |  | 5 - 1  | Liga Departamental de Tacna 1996 |
| 5  | 23 de julio de 1996     | Jorge Basadre, Tacna                   | Coronel Bolognesi - Universitario de Puno   |  | 3 - 1  | Copa Perú 1996                   |
| 6  | 28 de marzo de 1998     | Estadio Joel Gutiérrez, Tacna          | Alfonso Ugarte de Tacna - Coronel Bolognesi |  | 1 - 8  | Liga Departamental de Tacna 1998 |
| 7  | 15 de noviembre de 1998 | Jorge Basadre, Tacna                   | Coronel Bolognesi - Unión Grauina           |  | 5 - 0  | Copa Perú 1998                   |
| 8  | 17 de abril de 1999     | Monumental de la UNSA, Arequipa        | FBC Melgar - Alianza Atlético               |  | 3 - 1  | Campeonato Descentralizado 1999  |
| 9  | 29 de abril de 2007     | Estadio Miguel Grau, Callao            | Sport Boys - FBC Melgar                     |  | 4 - 4  | Campeonato Descentralizado 2007  |
| 10 | 28 de enero de 2015     | Estadio Municipal de Sachaca, Arequipa | FBC Melgar - Club Internacional             |  | 4 - 0  | Amistoso                         |

### Selecciones
- Actualizado el 9 de julio de 2007.

| Selección | Temporada     | Amistosos | Amistosos | Amistosos | Sudamérica(1) | Sudamérica(1) | Sudamérica(1) | Mundial | Mundial | Mundial | Total | Total | Total  | Media goleadora |
| Selección | Temporada     | Part.     | Goles     | Asist.    | Part.         | Goles         | Asist.        | Part.   | Goles   | Asist.  | Part. | Goles | Asist. | Media goleadora |
| --- | ------------- | --------- | --------- | --------- | ------------- | ------------- | ------------- | ------- | ------- | ------- | ----- | ----- | ------ | --------------- |
| Adulta · Perú | 1999          | 5         | 0         | 0         | 2             | 1             | 0             | —       | —       | —       | 7     | 1     | 0      | 0,14            |
| Adulta · Perú | 2000          | —         | —         | —         | 10            | 1             | 0             | —       | —       | —       | 10    | 1     | 0      | 0,01            |
| Adulta · Perú | 2001          | —         | —         | —         | —             | —             | —             | —       | —       | —       | 0     | 0     | 0      | 0,00            |
| Adulta · Perú | 2002          | —         | —         | —         | —             | —             | —             | —       | —       | —       | 0     | 0     | 0      | 0,00            |
| Adulta · Perú | 2003          | 1         | 0         | 0         | —             | —             | —             | —       | —       | —       | 1     | 0     | 0      | 0,00            |
| Adulta · Perú | 2004          | 1         | 1         | 0         | —             | —             | —             | —       | —       | —       | 1     | 1     | 0      | 1,00            |
| Adulta · Perú | 2005          | —         | —         | —         | —             | —             | —             | —       | —       | —       | 0     | 0     | 0      | 0,00            |
| Adulta · Perú | 2006          | —         | —         | —         | —             | —             | —             | —       | —       | —       | 0     | 0     | 0      | 0,00            |
| Adulta · Perú | 2007          | —         | —         | —         | 2             | 0             | 0             | —       | —       | —       | 2     | 0     | 0      | 0,00            |
| Adulta · Perú | Total         | 7         | 1         | 0         | 14            | 2             | 0             | 0       | 0       | 0       | 21    | 3     | 0      | 0,13            |
| Total Carrera | Total Carrera | 7         | 1         | 0         | 14            | 2             | 0             | 0       | 0       | 0       | 21    | 3     | 0      | 0,13            |
| (1) Incluye los partidos del; Copa América /Copa de Oro de la Concacaf 2000 / Clasificatorias Sudamericanas (1999-2001). |               |           |           |           |               |               |               |         |         |         |       |       |        |                 |

## Clubes como entrenador
| Club                 | País | Año  |
| -------------------- | ---- | ---- |
| Real Ajax Club       | Perú | 2024 |
| Atlético Universidad | Perú | 2024 |
| Bentín Tacna Heroica | Perú | 2025 |

### Clubes como asistente técnico
| Club                 | País | Año  | Asistente de  |
| -------------------- | ---- | ---- | ------------- |
| Bentín Tacna Heroica | Perú | 2024 | Jesús Álvarez |

## Palmarés

### Campeonatos regionales
| Título                      | Club              | País  | Año  |
| --------------------------- | ----------------- | ----- | ---- |
| Liga Departamental de Tacna | Coronel Bolognesi | Tacna | 1996 |
| Liga Departamental de Tacna | Coronel Bolognesi | Tacna | 1998 |

### Campeonatos nacionales
| Título                        | Club                | País | Sede     | Año  |
| ----------------------------- | ------------------- | ---- | -------- | ---- |
| Segunda División del Perú     | Guardia Republicana | Perú | Lima     | 1995 |
| Torneo Descentralizado        | Sporting Cristal    | Perú | Arequipa | 2005 |
| Torneo Descentralizado        | Juan Aurich         | Perú | Lima     | 2011 |
| Torneo de Promoción y Reserva | FBC Melgar          | Perú | Tacna    | 2014 |
| Torneo Descentralizado        | FBC Melgar          | Perú | Arequipa | 2015 |

### Torneos cortos
| Título           | Club             | País | Sede      | Año  |
| ---------------- | ---------------- | ---- | --------- | ---- |
| Torneo Clausura  | Sporting Cristal | Perú | Tacna     | 2005 |
| Torneo Clausura  | FBC Melgar       | Perú | Callao    | 2015 |
| Torneo de Verano | FBC Melgar       | Perú | Cajamarca | 2017 |

### Como asistente técnico

#### Campeonatos nacionales
| Título    | Club                 | País | Sede              | Año  |
| --------- | -------------------- | ---- | ----------------- | ---- |
| Copa Perú | Bentín Tacna Heroica | Perú | Villa El Salvador | 2024 |

### Distinciones individuales
| Distinción                                                                 | Año  |
| -------------------------------------------------------------------------- | ---- |
| Máximo goleador del Torneo Apertura (15 goles) - Primera División del Perú | 1999 |
| Máximo goleador del Torneo Clausura (17 goles) - Primera División del Perú | 1999 |
| Máximo Goleador (32 goles) - Primera División del Perú                     | 1999 |
| Jugador Revelación                                                         | 1999 |
| Máximo goleador del Torneo Apertura (14 goles) - Primera División del Perú | 2007 |
| Mejor gol de la temporada en Perú (FBC Melgar 2-2 Inti Gas)                | 2014 |
| Hijo Ilustre de Camaná                                                     | 2015 |
| Futbolista del Año en Perú                                                 | 2015 |